# Nackawic-Millville
Nackawic-Millville est une communauté rurale du Nouveau-Brunswick, située dans le territoire de la commission de services régionaux 11, au centre de la province. La municipalité a été constituée le 1er janvier 2023, par la fusion du village de Millville à la ville de Nackawic, ainsi que l'annexion de parties des districts de services locaux (DSL) suivants: paroisse de Bright, paroisse de Dumfries, paroisse de Queensbury, paroisse de Southampton.